# Psychrolutidae

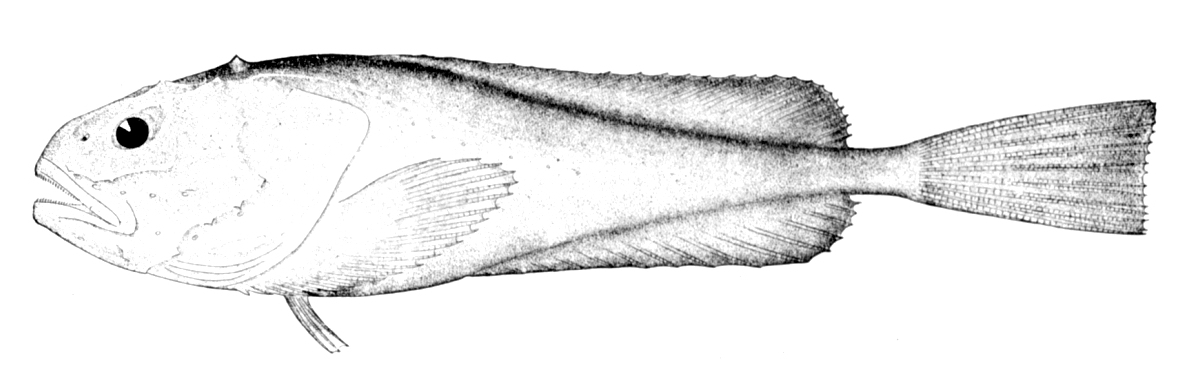
Cottunculus thomsonii

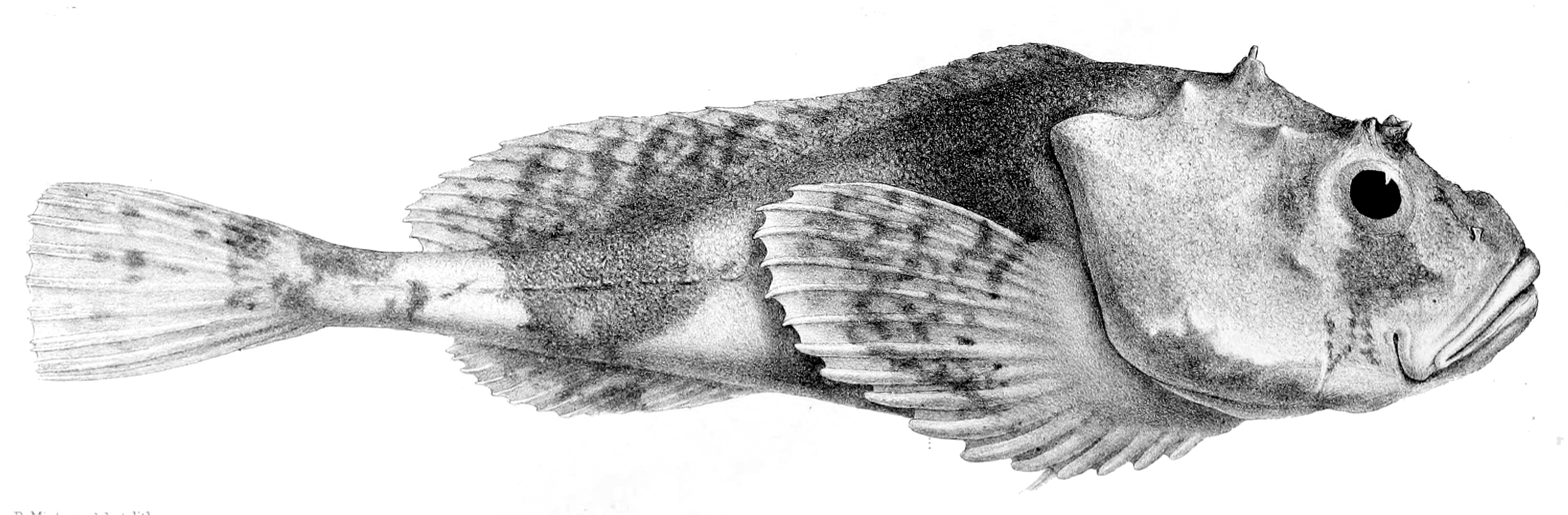
Cottunculus microps

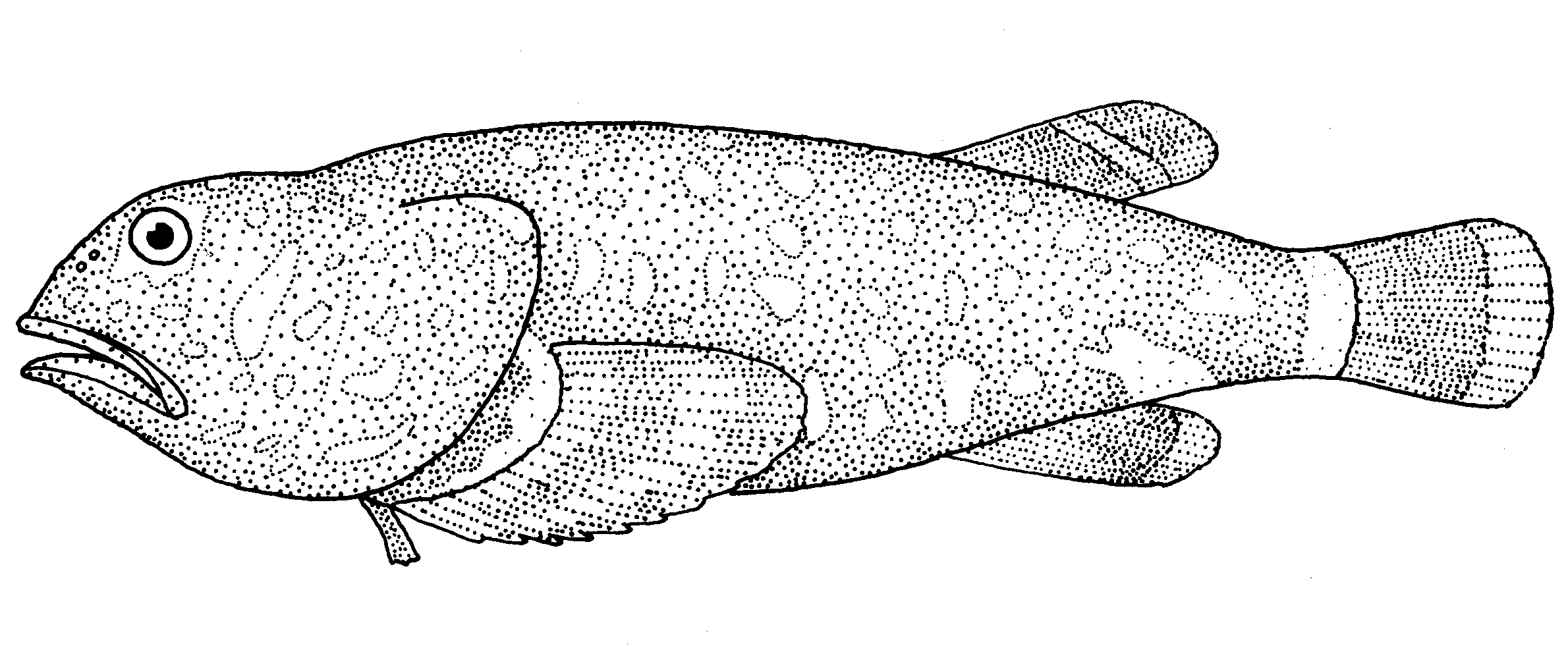
Neophrynichthys latus

Los cabezas gordas es el nombre común con el que es conocida la familia Psychrolutidae de peces marinos incluida en el orden Scorpaeniformes, distribuidos por el Atlántico, Índico y Pacífico. Su nombre procede del griego psychrolouteo, que significa tomar un baño frío.
El cuerpo tiene una longitud máxima descrita de 65 cm, pudiendo estar o no recubierto de placas óseas con espinas; espacio interorbital generalmente más amplio que el diámetro del ojo expuesto; línea lateral muy reducida, con tan sólo 20 poros o menos; la aleta pélvia tiene una espinas y 3 radios blandos; las aletas dorsales normalmente son continuas, con la porción anterior espinosa y a menudo parcialmente oculta por la piel. Posee un sistema de arcos de hueso bien desarrollados (con o sin espinas) bajo la piel del hueso del cráneo.
La gama de profundidades para las especies de esta familia van desde aguas poco profundas hasta 2800 m.

#### El cuerpo de las cabezas gordas
El cuerpo de las cabezas gordas está cubierto de una capa viscosa de mucosidad que protege su piel de la arena y las piedras abrasivas del fondo marino.
Su cuerpo es relativamente discreto, sin escamas, aletas ni otros rasgos reconocibles. La cabeza es grande y bulbosa, con ojos pequeños y brillantes y una boca pequeña rodeada de tentáculos en forma de bigote.

## Géneros
Existen 42 especies agrupadas en 9 géneros:
- Género Ambophthalmos (Jackson y Nelson, 1998)
  - Ambophthalmos angustus (Nelson, 1977)
  - Ambophthalmos eurystigmatephoros (Jackson y Nelson, 1999)
  - Ambophthalmos magnicirrus (Nelson, 1977)
- Género Cottunculus (Collett, 1875)
  - Cottunculus granulosus (Karrer, 1968)
  - Cottunculus gyrinoides (Weber, 1913)
  - Cottunculus konstantinovi (Myagkov, 1991)
  - Cottunculus microps (Collett, 1875)
  - Cottunculus nudus (Nelson, 1989)
  - Cottunculus sadko (Essipov, 1937)
  - Cottunculus spinosus (Gilchrist, 1906)
  - Cottunculus thomsonii (Günther, 1882)
  - Cottunculus tubulosus (Byrkjedal y Orlov, 2007)
- Género Dasycottus (Bean, 1890)
  - Dasycottus japonicus (Tanaka, 1914)
  - Dasycottus setiger (Bean, 1890)
- Género Ebinania (Sakamoto, 1932)
  - Ebinania australiae (Jackson y Nelson, 2006)
  - Ebinania brephocephala (Jordan y Starks, 1903)
  - Ebinania costaecanariae (Cervigón, 1961)
  - Ebinania macquariensis (Nelson, 1982)
  - Ebinania malacocephala (Nelson, 1982)
  - Ebinania vermiculata (Sakamoto, 1932)
- Género Eurymen (Gilbert y Burke, 1912)
  - Eurymen bassargini (Lindberg, 1930)
  - Eurymen gyrinus (Gilbert y Burke, 1912)
- Género Gilbertidia (Berg, 1898)
  - Gilbertidia dolganovi (Mandrytsa, 1993)
  - Gilbertidia ochotensis (Schmidt, 1916)
  - Gilbertidia pustulosa (Schmidt, 1937)
- Género Malacocottus (Bean, 1890)
  - Malacocottus aleuticus (Smith, 1904)
  - Malacocottus gibber (Sakamoto, 1930)
  - Malacocottus kincaidi (Gilbert y Thompson, 1905)
  - Malacocottus zonurus (Bean, 1890)
- Género Neophrynichthys (Günther, 1876)
  - Neophrynichthys heterospilos (Jackson y Nelson, 2000)
  - Neophrynichthys latus (Hutton, 1875)
- Género Psychrolutes (Günther, 1861)
  - Psychrolutes inermis (Vaillant, 1888)
  - Psychrolutes macrocephalus (Gilchrist, 1904)
  - Psychrolutes marcidus (McCulloch, 1926)
  - Psychrolutes marmoratus (Gill, 1889) - Cabeza gorda patagón.
  - Psychrolutes microporos (Nelson, 1995)
  - Psychrolutes occidentalis (Fricke, 1990)
  - Psychrolutes paradoxus (Günther, 1861)
  - Psychrolutes phrictus (Stein y Bond, 1978)
  - Psychrolutes sigalutes (Jordan y Starks, 1895)
  - Psychrolutes sio (Nelson, 1980) - Chascón o pez chancho.
  - Psychrolutes subspinosus (Jensen, 1902)